# محمد قنبری (بازیکن فوتبال)
محمد قنبری (فارسی: محمد قنبری؛ زادهٔ ‎۱۲ دی ۱۳۷۳) بازیکن فوتبال اهل ایران است.